# Lilla Hemmet

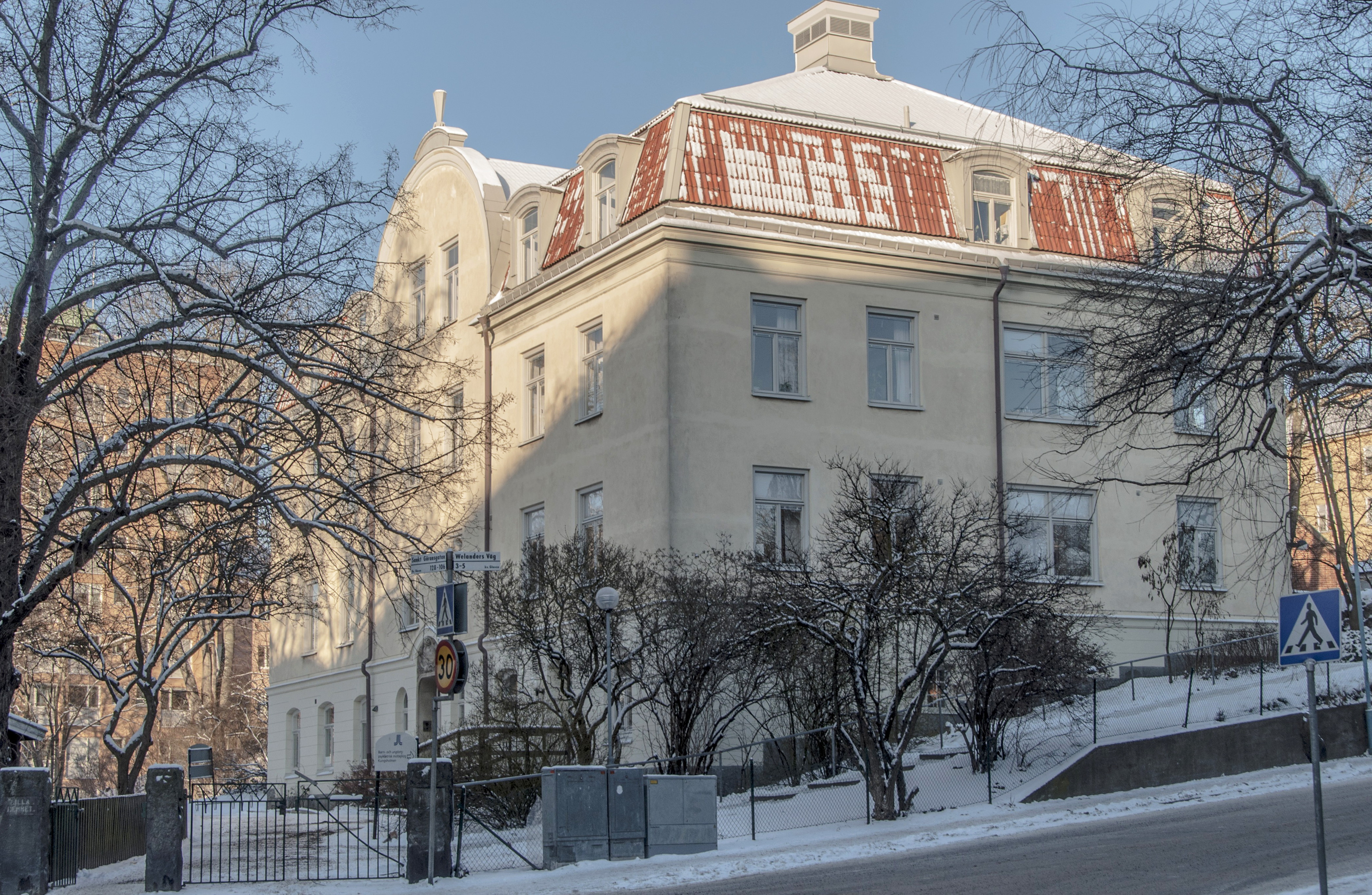
Lilla Hemmet, 2014.

Lilla Hemmet, även Welanderhemmet, var ett vårdhem på Kungsholmen i Stockholm för hereditär-syfilitiska barn, det vill säga barn med medfödd syfilis. Hemmet låg i hörnet av Sankt Göransgatan och Welanders väg. Fastigheten Glaven 6 är grönmärkt av Stadsmuseet i Stockholm vilket innebär "särskilt värdefull från historisk, kulturhistorisk, miljömässig eller konstnärlig synpunkt".

## Historik

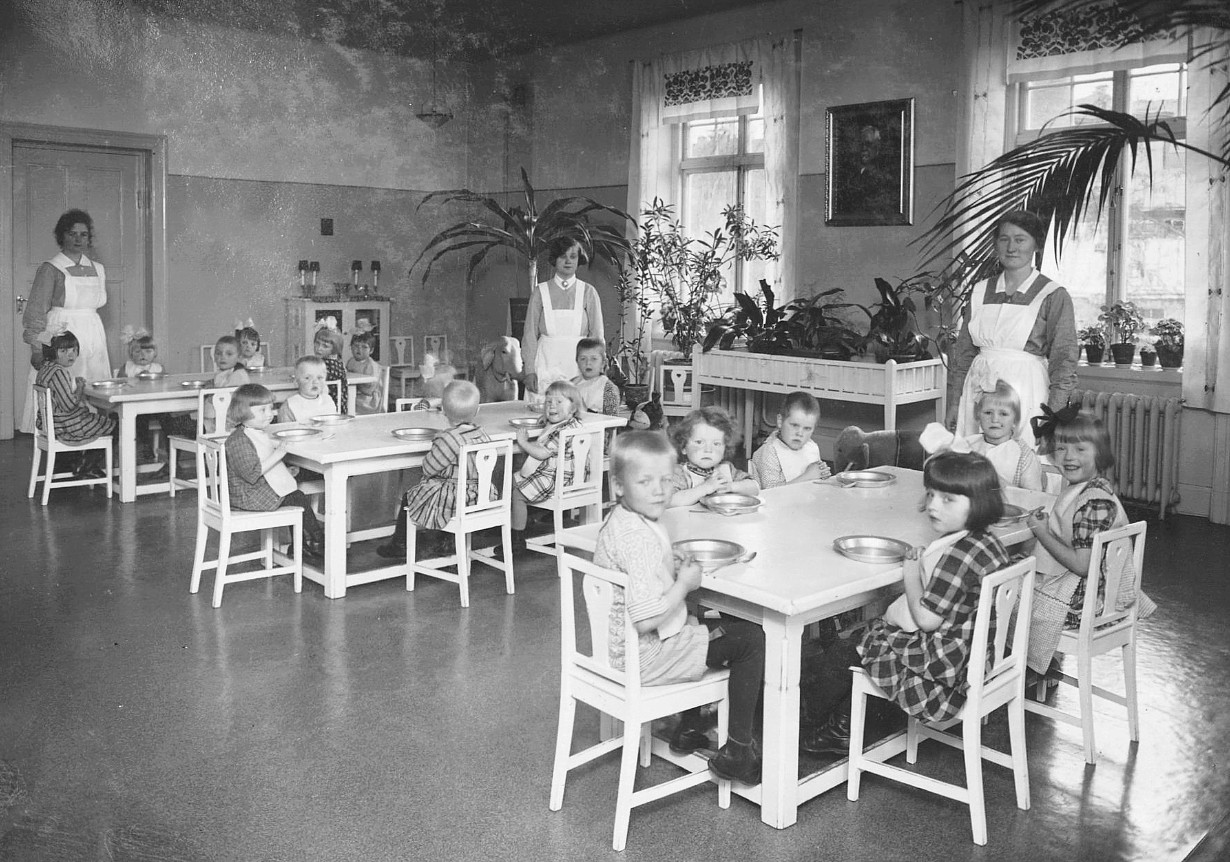
Lilla Hemmets matsal.

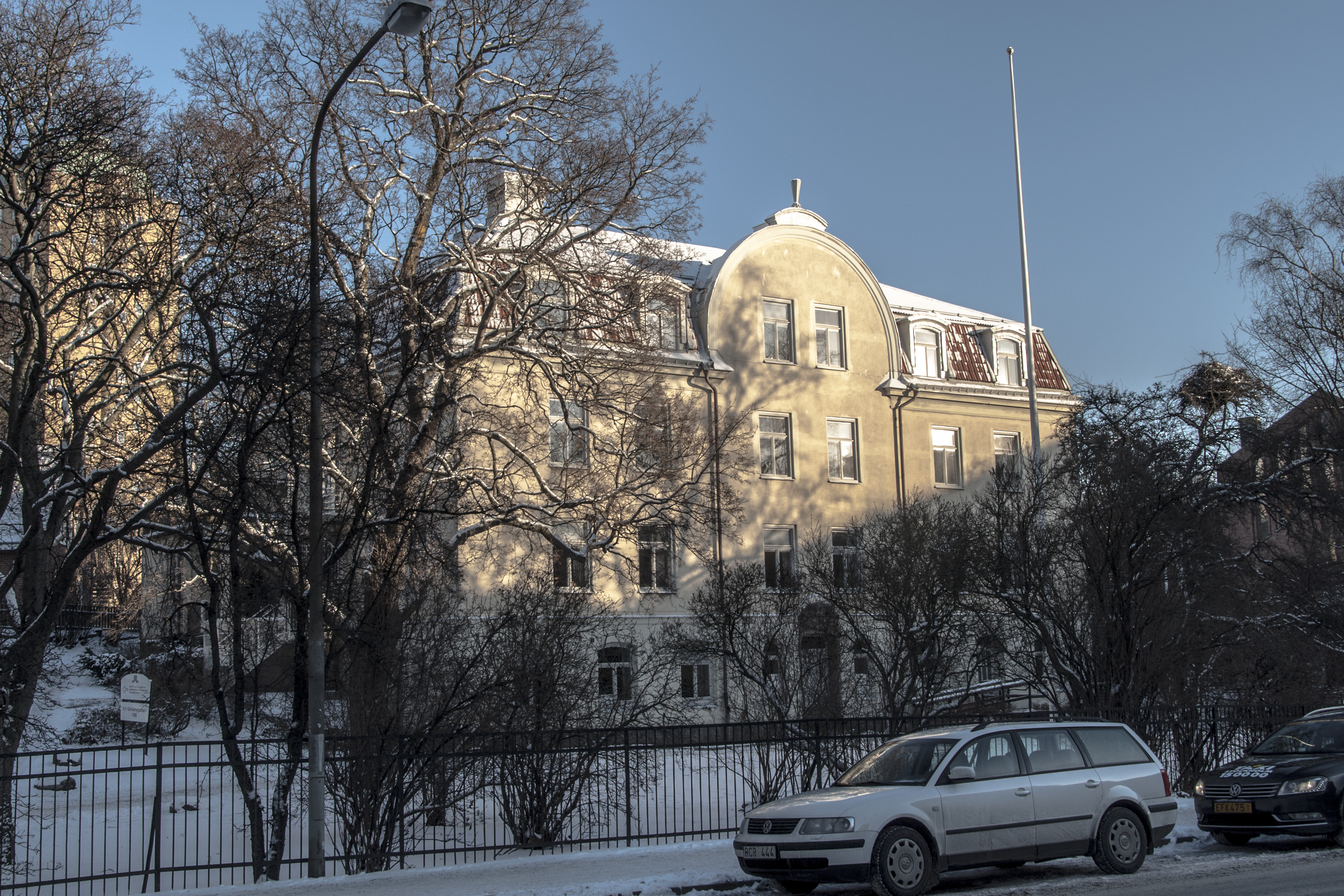
Lilla Hemmet, 2014.

Syfilis var en utbredd sjukdom under 1800-talet. Barn som blivit smittade med syfilis från föräldrarna vid födseln drabbades ofta av neurologiska skador där behandling ofta sågs som utsiktslös. Deras sjukdom var dessutom smittsam.
Den som kom att ändra på dessa förhållanden var Edvard Welander. Welander var professor i syfilidologi vid Karolinska institutet och överläkare vid Sankt Görans sjukhus i Stockholm. Han lyckades genom flerårsbehandlingar med olika kvicksilverpreparat bota barn från deras sjukdom. Då barnens behandlingstid var längre än mödrarnas framhölls behovet av en egen asyl för dessa barn, både för att kunna isolera deras smitta och för att erbjuda en bättre miljö än de vanliga sjukhusens.
Den 3 december 1900 öppnades Lilla Hemmet i gamla tullhuset vid Fridhemsplan med plats för tio barn. Det visade sig dock snart otillräckligt. Arkitekten Frithjof Svensson, utformade 1908 kostnadsfritt ritningarna till ett nytt hem i Stadshagen, med plats för 100 barn. Staden hade skänkt tomten och byggkostnaden på 110.000 kr hade finansierats genom gåvor och ett lotteri. Barnen bodde i allmänhet på hemmet fram till skolåldern och blev efter behandlingen friska.
Hemmet lydde formellt under Sankt Görans sjukhus och följdes sedermera av liknande Welanderhem i Malmö, Göteborg, Kristiania, Köpenhamn, Wien och Berlin. Efter att penicillinet på 1950-talet började användas för att bota syfilis kunde dock sjukdomen botas på några dagar, och därmed fanns inte längre något behov för hemmet, som stängdes.
Idag rymmer byggnaden Barn- och ungdomspsykiatrin för Kungsholmen.

## Media
Med hjälp av arkivmaterial följer författaren Eva F Dahlgren i boken Vad hände med barnen? Hur de minsta blev handelsvara (2017) några av barnen som behandlats på Lilla Hemmet, från tiden som fosterbarn fram till deras död.